# Яркенд (река)
Яркенд (кит. 叶尔羌河; Раскемдарья в верхнем течении) — река в Синьцзян-Уйгурском автономном районе Китая. Приток реки Тарим. Средний расход воды при выходе с гор 170 м³/с, максимальный — 2710 м³/с, минимальный — 34 м³/с, в межень река местами пересыхает.
Длина — 858 км. Площадь бассейна 81 400 км². Исток — в ледниках Каракорума из ледника Северный Римо, принимает левый приток Сарыкдарья, затем протекает по северо-западной окраине Таримской впадины. В связи с жаркой погодой весной сильно мелеет, иногда пересыхает, часто меняет русло. Половодье летнее, связанное с таянием снегов в горах. Питание преимущественно снеговое.
Крупные притоки Яркенда — Кырчинбулак, Шамалдарья.
На левом рукаве Яркенда находится водохранилище Сяосихайцзы.